# Franz Deventer
Franz Deventer (* 11. September 1890 in Dalhausen; † 10. Januar 1952 in Korbach) war ein deutscher Gewerkschaftssekretär und Politiker (SPD).
Deventer war der Sohn des Kaufmanns Augustin Deventer (1860–1914) und dessen Ehefrau Marie Josefine Johanna geborene Sobirey (1859–1946). Er heiratete am 9. Juni 1917 in Erfurt Christiane Käthchen Meißner (* 1894). Deventer arbeitete als Elektromonteur. Er trat der SPD und der Gewerkschaft bei und wurde hauptamtlicher Gewerkschaftssekretär. Während der Novemberrevolution gehörte er dem Arbeiter- und Soldatenrat an. 1922 bis 1925 war er einer der vier SPD-Abgeordneten in der Waldecker Landesvertretung.